# Pirojki

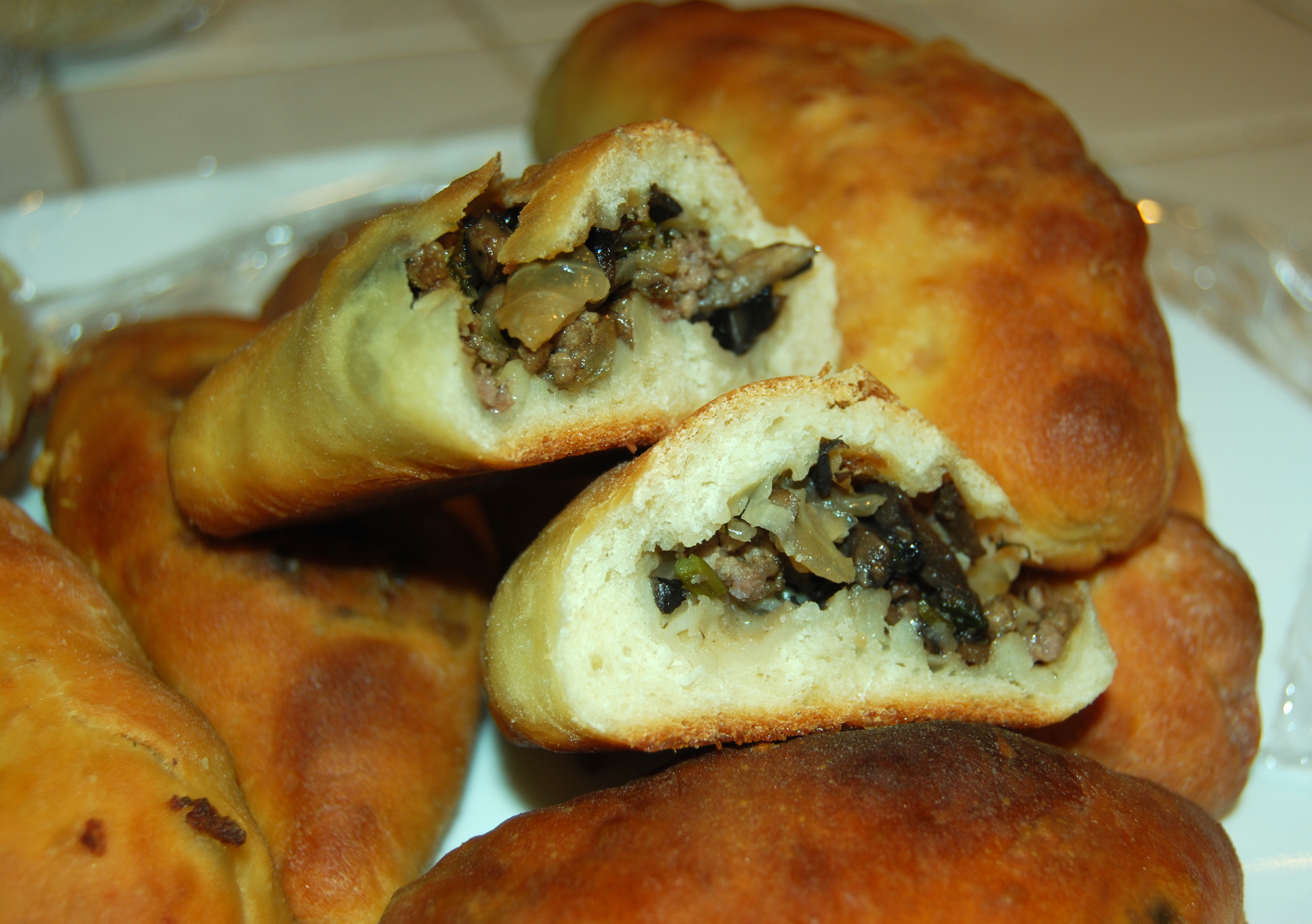
Pirojkis farcis à la viande, au riz, à l'oignon et aux champignons. Ils ont été coupés en deux afin de révéler la farce.

Les pirojkis, pirojki ou pirojoks (singuliers : pirojki, pirojok) (en russe : пирожки ; au singulier пирожок, pirojok) sont des sortes de petits chaussons de taille variable, d'une dizaine de centimètres de longueur en moyenne, d'origine russe, cuits au four ou frits, que l'on peut servir en entrée ou en accompagnement. Ils peuvent être remplis de viande hachée (bœuf), de fromage, d'œufs durs, de riz, de champignons ou de légumes (pommes de terre, oignons, chou fermenté) finement coupés. 
Les pirojkis peuvent aussi être sucrés, fourrés aux fruits (abricots, pommes, prunes) ou aux baies.
Dans d'autres pays comme la Slovaquie, les pirôžky peuvent être également fourrés au fromage blanc (tvaroh), aux graines de pavot ou aux noix.